# Карін на березі
Карін на березі — це акварель Карла Ларссона, написана  у 1908. В період поширення імпресіонізму з його мозаїчною і неохайною технікою художня манера Ларссона зберігала привабливий, твердий малюнок, давні реалістичні традиції європейського і шведського живопису, підкреслила індивідуальність художньої манери саме Ларссона.

## Опис
Акварель зображує дружину Карла, Карін (Бергьоо), та сонячний день в саду за межами будинку Lilla Hyttnäs (Даларна). Один з їхніх дітей гребе у човні вздовж берега.
Акварель була надрукована у книзі Ларссона «На сонячному боці: книга про житло, про дітей, про вас, про квіти, про все: поза домом», яка була опублікована у 1910 році, та містить репродукції 32 картин з текстом.
Картина була придбана містом Мальме на Балтійській виставці у 1914, з того часу експонується у художньому музеї Мальме.